# Xiphophorus clemenciae
Xiphophorus clemenciae é uma espécie de peixe da família Poeciliidae.
É endémica do México.